# Trichoniscus jeanneli
Trichoniscus jeanneli är en kräftdjursart som beskrevs av Albert Vandel 1955F. Trichoniscus jeanneli ingår i släktet Trichoniscus och familjen Trichoniscidae. Inga underarter finns listade i Catalogue of Life.